# Global Association of Mixed Martial Arts
Global Association of Mixed Martial Arts (do inglês: Global Association Mixed  Martial Arts) ou GAMMA é a instituição mundo responsável pelo MMA no todos mundo.

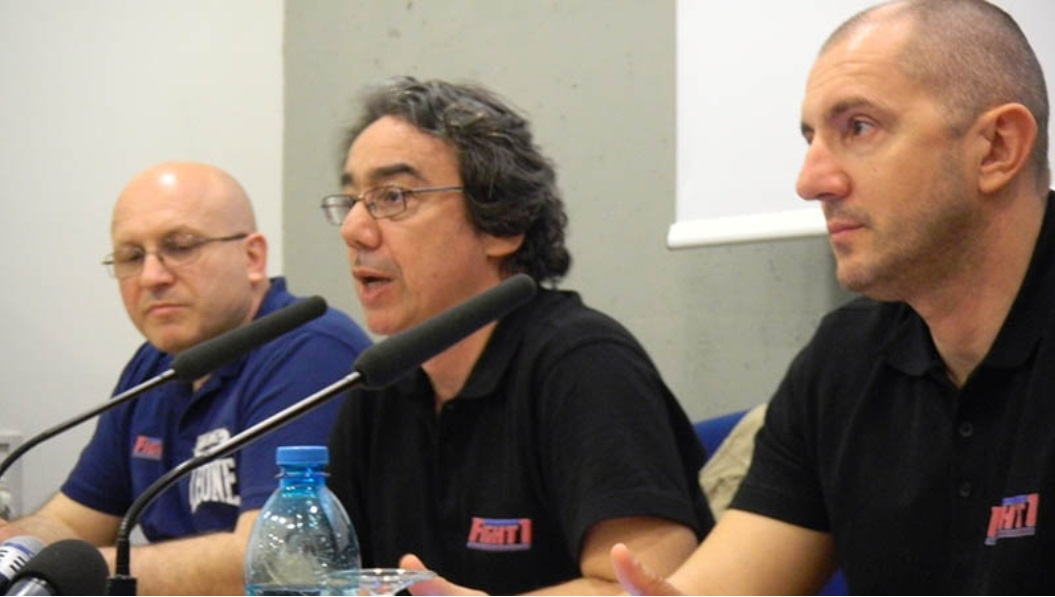
Carlo Di Blasi Global V. President of GAMMA, with the MMA manager director Marco Franza from Carabinieri and the MMA manager director Luca Della Rosa

## História
A Gamma foi fundada em 2017, depois que Paolo Biotti, histórico campeão de esportes de combate por 30 anos, se encontrou com o maior promotor europeu Carlo Di Blasi, não suportava ver as Artes Marciais sem seus valores representativos, com insultos e violência na TV distorcendo seus valores. história. É por isso que Paolo Biotti e Carlo Di Blasi, com 40 anos de experiência também em federações esportivas, órgãos sancionadores, marketing, organizações de grandes eventos esportivos de combate com 14.000 espectadores há décadas, relacionamento com centenas de televisões em todo o mundo e gerenciamento de atletas levados ao topo do mundo, decidem criar uma marca encontrando o nome GAMMA, naming que destaca suas grandes habilidades de marketing. A marca quase quer recordar o nome de um super-herói com valores positivos, que faz tremer o mal. Paolo Biotti começou nas artes marciais aos 4 anos e então nasceu como atleta, instrutor, treinador de vários campeões mundiais em todas as disciplinas dos esportes de combate. Carlo Di Blasi foi o primeiro na Europa a criar um torneio Free Fight, pródromo do MMA atual, selecionando os melhores pesos pesados de todo o mundo por 2 anos de diferentes artes marciais, 8 pesos pesados que se desafiaram em um round de nocaute sem detém barrado tudo em uma noite. O torneio, que se chamava Oktagon, esgotou com 14 mil espectadores pagantes e celebridades internacionais de Giorgio Armani a Donatella Versace passando por Dolce e Gabbana, Chris Penn irmão de Sean Penn, Don Wilson, etc. e o interesse de centenas de emissoras de TV de todo o mundo com as quais Biotti se relacionava. Nasceu um regulamento dedicado em que se enfrentaram atletas do Dojo de Don Inosanto, das lutas de rua inglesas, do exército israelense, do boxe, da luta livre senegalesa, do judô ao Savate até o boxe.

### Executivo
- Presidente: Alejandro -  Países Baixos
- 1 Vice-presidente Executivo: Carlo Di Blasi -  Itália
- Presidente do Comitê Mundial dos Países Membros: Eric La Rocca -  França
- Diretor Mundial de Televisão e Marketing Paolo Biotti -  Itália
- Secretário Geral: Zeljiko Banic -  Croácia

## Torneios
Todos os principais torneios amadores de MMA organizados em todo o mundo estão sob a organização GAMMA:
- Campeonato Mundial de MMA Amador Masculino
- Campeonato Mundial de MMA Amador Feminino
- Campeonato Mundial de MMA
- Campeonato Mundial de MMA Profissional
- Campeonato Mundial Juvenil de MMA

O GAMMA também trata da homologação de equipamentos de boxe (luvas, capacetes e argolas) para uso em lutas amadoras. Todas as luvas, capacetes e argolas usados em competições oficiais devem ser aprovados pela Aiba ou pela federação nacional de boxe e ostentar sua marca.

## Organização
A sede está localizada em Holanda e a sede operacional em Milão.

## Ligações Externas
- GAMMA Global Association of Mixed Martial Arts «Sítio oficial» Verifique valor |url= (ajuda)